# Hostel 2
Hostel 2 (ang. Hostel: Part II) – amerykański horror z 2007 roku, sequel nakręconego dwa lata wcześniej filmu Hostel. Podobnie jak w przypadku Hostelu, film do własnego scenariusza wyreżyserował Eli Roth.
W 2007 roku film nominowano do Teen Choice Award jako najlepszy horror. Rok później zdobył też dwie nominacje do antynagrody Złotej Maliny.

## Fabuła
W przeciwieństwie do części pierwszej w filmie przedstawione są wydarzenia z punktu widzenia przyszłych ofiar jak i klientów loży łowieckiej. Wpleciony także został wątek właściciela biznesu – Sashy.
Trzy dziewczyny studiujące we Włoszech – amerykańskie przyjaciółki Beth i Whitney oraz Lorna – wyjeżdżają na wakacje do Pragi. W pociągu spotykają znajomą modelkę o imieniu Axelle, która zaprasza je do siebie na Słowację. Współpracuje ona z organizacją, która porywa ludzi, a następnie sprzedaje ich bogatym ludziom. Każda porwana osoba jest torturowana i zabijana. Po przybyciu kobiet do miejsca przeznaczenia, rozpoczyna się o nie licytacja. Dwie dziewczyny zostają kupione przez Amerykanów, jedna przez kobietę. Dwaj amerykańscy klienci to Todd i Stuart. Todd jest pewnym siebie, przebojowym biznesmenem i człowiekiem sukcesu. Stuart to nieudacznik pod pantoflem żony, którego wyjazd na Słowację opłacił Todd.
W wyniku splotu wydarzeń, jedna z porwanych kobiet ma szansę kupić swoją wolność i zabić swojego oprawcę.

## Restrykcje
W większości krajów film został zakwalifikowany jako „dla dorosłych”. MPAA oznaczyła film jako „R” ze względu na sadystyczne sceny tortur, krwawą przemoc, terror, nagość, elementy seksualne, język i obecność narkotyków.
W Niemczech i Singapurze emitowano jedynie wersje ocenzurowaną. W Niemczech później również wersja ocenzurowana została zakazana; sąd w Monachium orzekł, że puszczanie tego filmu będzie karane. W marcu 2022 roku zakaz ten częściowo zniesiono. Film został również zakazany w Nowej Zelandii, gdzie dystrybutor odmówił wycięcia z filmu sceny tortur Lorny. Film bez tej sceny został później wydany w wersji na DVD.
8 października 2007 roku film był cytowany w brytyjskiej Izbie Gmin jako przykład rzeczy, której posiadanie powinno zostać zakazane. Deputowany Charles Walker opisał film jako „od początku do końca, przedstawiający obsceniczne, mizoginistyczne akty brutalności wobec kobiet”, a także „półtorej godziny brutalności”.
Były minister spraw zagranicznych Słowacji, aktor Milan Kňažko bronił film, twierdząc że jest to czysta fikcja i ludzie nie powinni brać na poważnie tego filmu jako portretu Słowacji. Milan Kňažko wystąpił w Hostelu 2 w roli Sashy – który jest szefem organizacji porywającej i torturującej ludzi. Grany przez niego bohater posiadał w domu kolekcję ludzkich głów, w filmie jest również pokazana scena, w której morduje on słowackie dziecko romskiego pochodzenia.

## Obsada
- Lauren German jako Beth Salinger
- Vera Jordanova jako Axelle
- Milan Kňažko jako Sacha
- Heather Matarazzo jako Lorna Weisenfreund
- Bijou Phillips jako Whitney Keye
- Jordan Ladd jako Stephanie
- Jay Hernández jako Paxton
- Roger Bart jako Stuart
- Richard Burgi jako Todd
- Stanisław Janewski jako Miroslav
- Edwige Fenech jako profesor
- Milda Jedi Havlas jako recepcjonista Jedi
- Roman Janecka jako Roman

## Produkcja
Film nakręcono w różnych miejscach na terenie Czech, m.in. w Pradze (Studio Filmowe Barrandov), Českým Krumlovie i Karlowych Warach, a także w islandzkim uzdrowisku Bláa Lónið.